# Katastrophenschutzzentrum

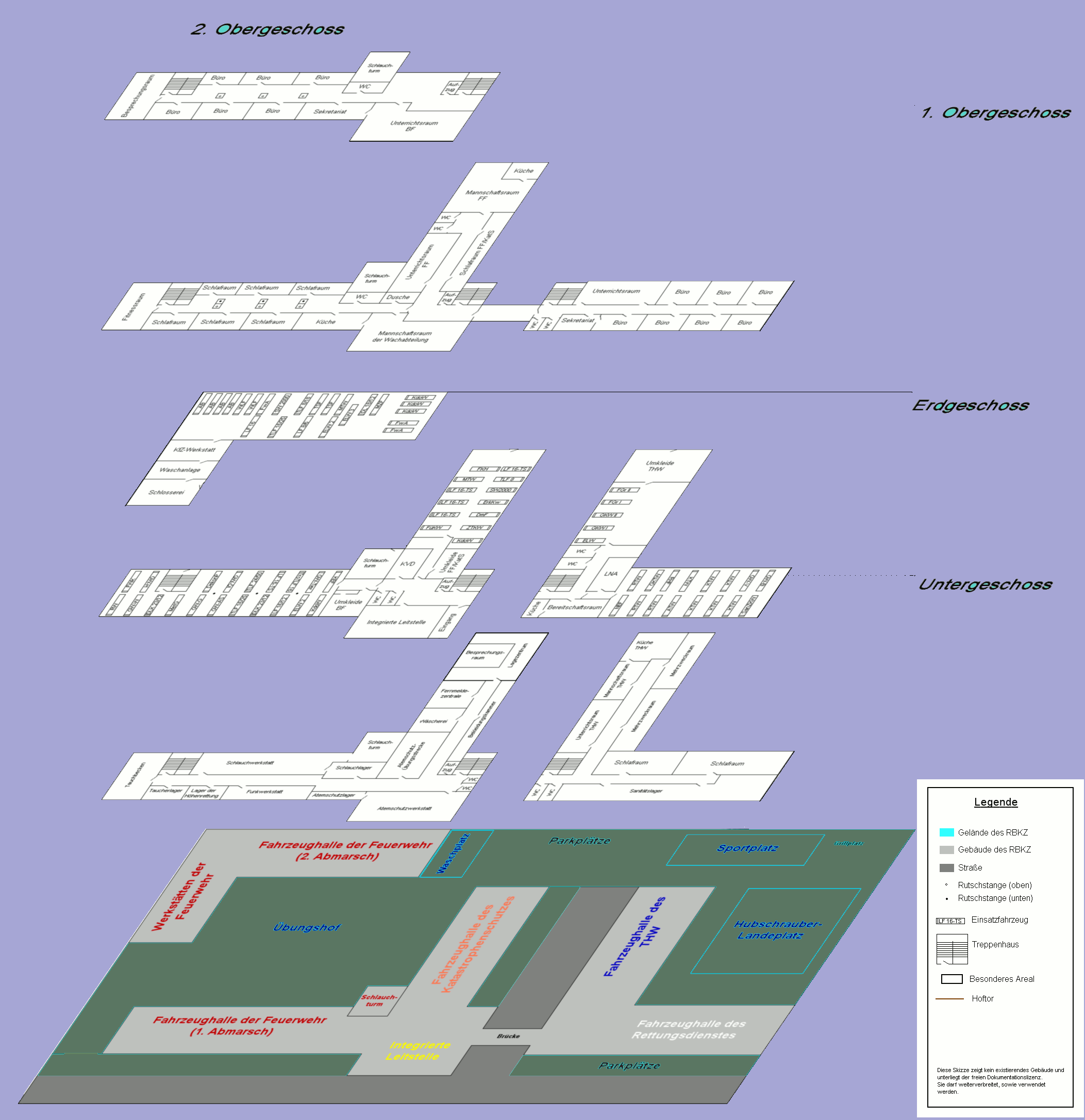
Plan eines möglichen Katastrophenschutzzentrums

Katastrophenschutzzentrum (oder auch Hilfeleistungszentrum oder Rettungszentrum) ist in Deutschland eine nicht genormte Bezeichnung für eine Kombination von Unterkünften verschiedener Hilfsorganisationen oder die Unterkunft einer einzelnen Hilfsorganisation kombiniert mit Einheiten des Katastrophenschutzes. Häufig werden Feuer- und Rettungswachen kombiniert, aber auch die gemeinsame Unterbringung von Einsatzfahrzeugen der Feuerwehr und des THW ist mancherorts anzutreffen.
Das Katastrophenschutzzentrum hat dabei dieselbe Binnendifferenzierung wie einzelne Wachen der Hilfsorganisationen, durch den gemeinsamen Bau hilft es jedoch, Kosten zu minimieren. Hinzu kommt der gemeinsame Anfahrtsweg für alle Hilfsorganisationen und die Vereinfachung in der Alarmierung.
In Österreich entspricht dieser Art von Zentrum, mehrere Organisationen umfassend, ebenfalls nicht genormt, das Sicherheitszentrum. Teilweise ist in diesen Zentren auch die Polizei mit integriert. Solche Sicherheitszentren gibt es beispielsweise in Bad Radkersburg, Langenlois oder Brunn am Gebirge.